# Monastère de Dzongkhul
Le monastère de Dzongkhul ou Zongkhul Gompa est situé dans la vallée de Stod du Zanskar au Ladakh dans le nord de l'Inde. Comme le monastère de Sani, il appartient à l'école Drukpa du Bouddhisme tibétain
Dzongkhul a traditionnellement été le foyer de célèbres yogins. Il est situé près du pied d'une large vallée qui mène au col appelé Umasi-la qui rejoint Zanskar et Kishtwar.

## Histoire
Sa fondation est attribuée à Naropa (956-1041 CE), qui était un célèbre yogi bouddhiste indien, mystique et moine de la renommée de l'université Vikramaśīla  au  Bihar . On dit qu'il a médité dans l'une des deux grottes autour desquelles la gompa est construit et le monastère lui est dédié. Son empreinte peut être vu dans la roche près de l'entrée de la grotte inférieure.  La gompa contient des images et des thangkas des fameux lamas Drukpa. Zhadpa Dorje, un célèbre peintre et érudit a créé quelques-unes des fresques sur les murs de la grotte il y a près de 300 ans . Il est dit aussi que des empreintes du poignard et du bâton rituels de Naropa se trouvent dans les rochers de sa grotte de méditation qui attire de nombreux pèlerins. Jusque vers les années 1960, il y avait une vingtaine de moines résidents, mais leur nombre a fortement diminué récemment. Il contient également une riche collection d'objets précieux, comme une image en ivoire de Samvara, un stupa en cristal, et des textes contenant des chansons spirituelles et des biographies. Dzongkhul devint un centre de méditation kagyu florissant sous le yogi zanskari Ngawang Tsering (1717-1794) .

## Description
Dzongkhul se trouve dans une vallée latérale sud-ouest de la rivière Bardur. Il est construit directement sur un mur de roche avec deux grottes derrière. En face se trouvent environ 10 maisons en pierre qui ont tendance à se fondre dans les rochers environnants à distance. Environ 10 minutes à pied de la Gompa est un point de vue élevé similaire à celui de Hemis avec une belle vue depuis la terrasse .

## Le festival annuel
Le festival Zongkhul Huchot les 16e et 17e jours du quatrième mois tibétain mais il n'y a pas de danses masquées.